# Campeonato Africano de Futebol Sub-20
O Campeonato Africano Sub-20 é o principal torneio internacional de futebol para jogadores sub-20 no continente africano. É organizado pela Confederação Africana de Futebol (CAF). 
O torneio é jogado a cada dois anos e promove quatro equipes para a Copa do Mundo de Futebol Sub-20.

## Formato
O campeonato é disputado por oito seleções é devido em dois grupos de quatro seleções os dois melhores colocados de cada grupo passam para a segunda fase e também classificam para a Copa do Mundo de Futebol Sub-20

## Performance por país
| Time            | Campeão                                      | Vice-campeão               |
| --------------- | -------------------------------------------- | -------------------------- |
| Nigéria         | 7 (1983, 1985, 1987, 1989, 2005, 2011, 2015) | 2 (1999, 2007)             |
| Gana            | 4 (1993, 1999, 2009, 2021)                   | 2 (2001, 2013)             |
| Egito           | 4 (1981, 1991, 2003, 2013)                   | 1 (2005)                   |
| Camarões        | 1 (1995)                                     | 4 (1981, 1993, 2009, 2011) |
| Senegal         | 1 (2023)                                     | 3 (2015, 2017, 2019)       |
| Mali            | 1 (2019)                                     | 1 (1989)                   |
| Marrocos        | 1 (1997)                                     | 1 (2025)                   |
| Argélia         | 1 (1979)                                     | –                          |
| Zâmbia          | 1 (2017)                                     | –                          |
| Angola          | 1 (2001)                                     | –                          |
| Congo           | 1 (2007)                                     | –                          |
| África do Sul   | 1 (2025)                                     | 1 (1997)                   |
| Costa do Marfim | –                                            | 3 (1983, 1991, 2003)       |
| Guiné           | –                                            | 1 (1979)                   |
| Tunísia         | –                                            | 1 (1985)                   |
| Togo            | –                                            | 1 (1987)                   |
| Burundi         | –                                            | 1 (1995)                   |
| Uganda          | –                                            | 1 (2021)                   |
| Gâmbia          | –                                            | 1 (2023)                   |